# Sturzkampfgeschwader 163
La Sturzkampfgeschwader 163 (St.G.163) (163e escadron de bombardement en piqué) est une unité de bombardements en piqué de la Luftwaffe pendant la Seconde Guerre mondiale.

## Opérations
Le St.G.163 a mis en œuvre des avions Henschel Hs 123 et des Junkers Ju 87B.

## Organisation
Le St.G.163 n'a été que partiellement constitué, sans Geschwaderstab (état-major d'escadron) avec seulement 2 gruppen. 

### I. Gruppe
Formé le 1er octobre 1937 à Breslau à partir du III./St.G.162 avec :
- Stab I./St.G.163 à partir du Stab III./St.G.162
- 1./St.G.163 à partir du 7./St.G.162
- 2./St.G.163 à partir du 8./St.G.162
- 3./St.G.163 à partir du 9./St.G.162

Le 1er mai 1939, le I./St.G.163 devient I./St.G.2 avec :
- Stab I./St.G.163 devient Stab I./St.G.2
- 1./St.G.163 devient 1./St.G.2
- 2./St.G.163 devient 2./St.G.2
- 3./St.G.163 devient 3./St.G.2

Gruppenkommandeure (Commandant de groupe) :
| Début            | Fin            | Grade | Nom               |
| ---------------- | -------------- | ----- | ----------------- |
| 1er octobre 1937 | 1er avril 1938 | Major | Alexander Holle   |
| ?                | ?              | ?     | ?                 |
| 1er février 1939 | 1er mai 1939   | Major | Oskar Dinort (en) |

### II. Gruppe
Formé le 1er novembre 1938 à Langensalza à partir d'éléments du Schlachtfliegergruppe 50  avec :
- Stab II./St.G.163 nouvellement créé
- 4./St.G.163 nouvellement créé
- 5./St.G.163 nouvellement créé
- 6./St.G.163 nouvellement créé

Le 1er mai 1939, le II./St.G.163 devient III./St.G.2 avec :
- Stab II./St.G.163 devient Stab III./St.G.2
- 4./St.G.163 devient 7./St.G.2
- 5./St.G.163 devient 8./St.G.2
- 6./St.G.163 devient 9./St.G.2

Gruppenkommandeure :
| Début             | Fin          | Grade     | Nom       |
| ----------------- | ------------ | --------- | --------- |
| 1er novembre 1938 | 1er mai 1939 | Hauptmann | Ernst Ott |